# 1537

## Narození
Česko
- 12. dubna – Eva z Rožmberka, česká šlechtična († 1591)

Svět
- 4. března – Lung-čching, čínský císař z dynastie Ming († 5. července 1572)
- květen – Ismá‘íl II., perský šáh z dynastie Safíovců († 24. listopadu 1577)
- 3. června – Jan Manuel Portugalský, portugalský infant a brazilský kníže († 2. ledna 1554)
- 12. října – Eduard VI., anglický král z rodu Tudorovců († 6. července 1553)
- 5. prosince – Jošiaki Ašikaga, šógun († 15. října 1597)
- 20. prosince – Jan III. Švédský, švédský král († 17. listopadu 1592)
- ? – Michael Peterle, saský dřevorytec, malíř, tiskař a iluminátor († 1588)

## Úmrtí
- 12. ledna – Lorenzo di Credi, italský malíř a sochař (* asi 1459)
- 8. února – Svatý Jeroným Emiliani, italský kněz a zakladatel řádu „Clerici Regulares Congregationis Somaschae“ (* 1486)
- 7. července – Magdalena z Valois, dcera francouzského krále Františka I. a jako manželka Jakuba V. skotská královna (* 1520)
- 20. září – Pavle Bakić, poslední srbský despota a středověký srbský panovník
- 24. října – Jana Seymourová, třetí manželka Jindřicha VIII. (* kolem 1507/1508)
- ? – Císařovna Čang (Ťia-ťing), mingská císařovna, manželka Ťia-ťinga (* ?)

## Hlavy států
- České království – Ferdinand I.
- Svatá říše římská – Karel V.
- Papež – Pavel III.
- Anglické království – Jindřich VIII. Tudor
- Francouzské království – František I.
- Polské království – Zikmund I. Starý
- Uherské království – Ferdinand I. – Jan Zápolský
- Španělské království – Karel V.
- Burgundské vévodství – Karel V.
- Osmanská říše – Sulejman I.
- Perská říše – Tahmásp I.